# Stefan Mücke
Pour les articles homonymes, voir Mucke.
Stefan Mücke, né le 22 novembre 1981, est un pilote automobile allemand. Il a commencé sa carrière au sein de l'écurie Mücke Motorsport fondée pour lui par son père Peter Mücke.

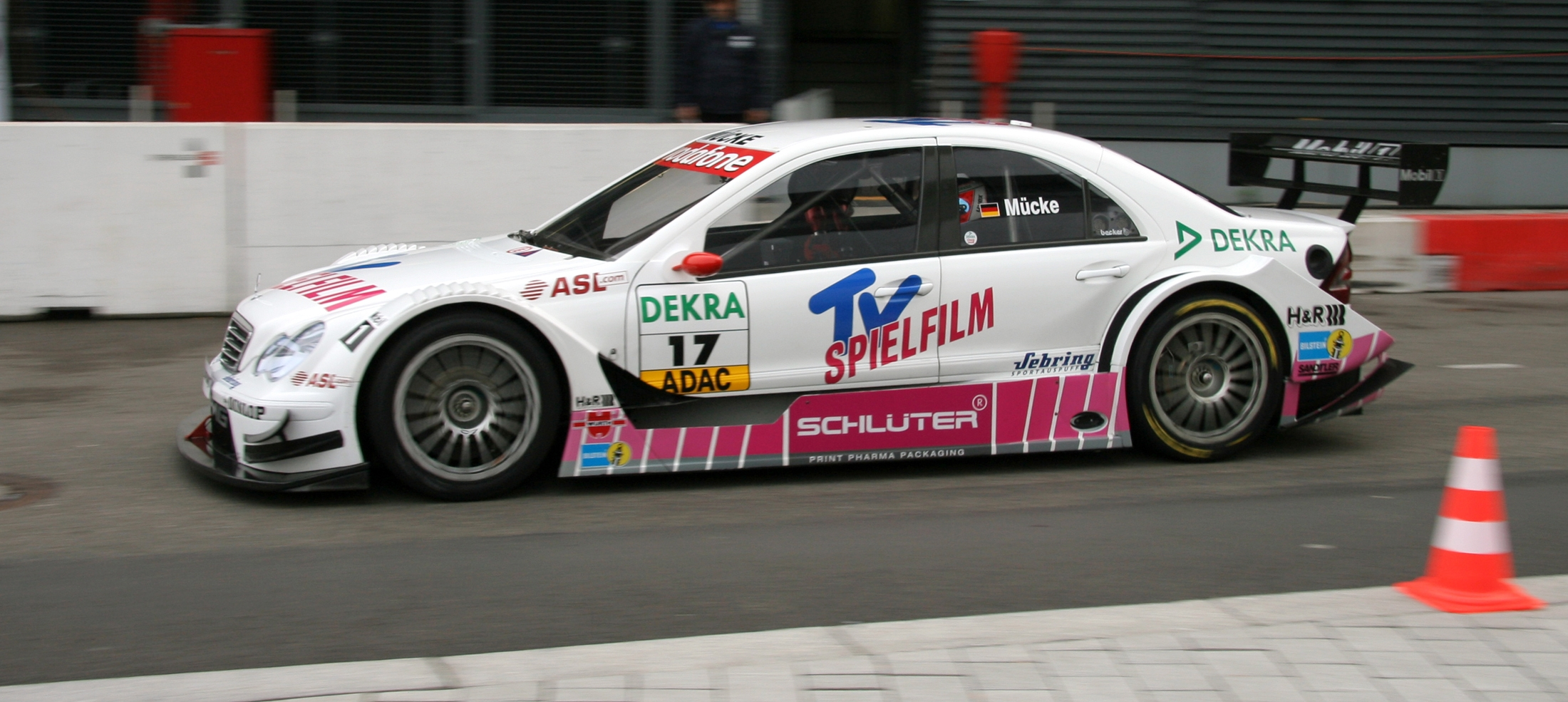
Stefan Mücke en 2006

## Carrière automobile
- 1998 : Formule BMW ADAC, champion (15 victoires)
- 1999 : Championnat d'Allemagne de Formule 3, 9e
- 2000 : Championnat d'Allemagne de Formule 3, 5e (2 victoires)
- 2001 : Championnat d'Allemagne de Formule 3, 2e (2 victoires)
- 2002 : DTM, non classé
- 2003 : DTM, non classé
- 2004 : DTM, 15e
- 2005 : DTM, 18e
- 2006 : DTM, 12e
- 2007 : FIA GT GT1, 10e (1 victoire)
  - Le Mans Series LMP1, 8e
- 2008 : Le Mans Series LMP1, 5e
- 2009 : Le Mans Series LMP1, champion (2 victoires)
- 2010 : Championnat du monde FIA GT, 24e
- 2011 : Championnat du monde FIA GT